# Hylaeus serotinellus
Hylaeus serotinellus är en biart som först beskrevs av Cockerell 1906.  Hylaeus serotinellus ingår i släktet citronbin, och familjen korttungebin. Inga underarter finns listade i Catalogue of Life.